# Бернар Кушнер
Берна́р Кушне́р (фр. Bernard Kouchner; нар. 1 листопада 1939, Авіньйон, Франція) — французький політичний діяч, лікар і дипломат. Міністр закордонних справ Франції в кабінеті Франсуа Фійона. Один із засновник організації «Лікарі без кордонів». Керівник напряму реформ охорони здоров'я в Агентстві модернізації України. Колишній соціаліст.

## Початок кар'єри
Кушнер народився в змішаній сім'ї (батько — єврей, мати — протестантка). Свою політичну кар'єру Кушнер почав як член Комуністичної партії Франції, з якої він був виключений в 1966 р. Він працював лікарем в Червоному Хресті в Біафрі в 1968. Кушнер в 1971 р. заснував організацію Лікарі без кордонів для допомоги жертвам збройних конфліктів. Кушнер працював також волонтером під час облоги табору біженців у Східному Бейруті протягом Громадянської війни в Лівані.

## Членство в Європейському парламенті
З 1988 року почав кар'єру в уряді соціалістів, хоча ніколи не був членом Соціалістичної партії Франції. C 1994 Кушнер стає депутатом Європарламенту. 15 липня 1999 р. Кофі Аннан призначив Кушнера першим особливим представником і главою Тимчасової Адміністрації ООН у Косовому. Він підтримував плани НАТО з втручання проти Сербії Мілошевича, а в ролі верховного комісара по Косово він сприяв зміцненню ідей автономії і незалежності албанської провінції, накликаючи на себе критику сербів. За час своєї каденції Кушнер організував місцеву цивільну і політичну адміністрацію. 21 січня 2001 р. данський соціал-демократ Ганс Хеккеруп змінив його на цій посаді.
У епоху інтервенції США до Іраку, Бернар Кушнер був один з небагатьох представників лівих, хто не проповідував антиамериканських настроїв і відкрив дискусію про доцільність військової операції з метою скидання диктатури Саддама Хусейна. Не схвалюючи війну, «французький доктор» завжди холодно відносився до пацифістської кампанії, яку очолив колишній президент Жак Ширак. Кушнер, поміж іншими, автор книги фр. Le Livre noir de Saddam Hussein (Чорна книга Саддама Хусейна), з заголовком червоного кольору, що диктатор винен у смерті 2 мільйонів чоловік.

## Кар'єра в уряді
З 1992 по 1993 був міністром охорони здоров'я Франції в кабінеті П'єра Береговуа. З 1997 по 1999 і з 2001 по 2002 був молодшим міністром охорони здоров'я в кабінеті Ліонеля Жоспена.
Відразу після перемоги на президентських виборах Ніколя Саркозі оголосив, що запропонує посаду міністра закордонних справ Бернару Кушнеру. Кушнер дав згоду і отримав портфель у кабінеті Фійона. У уряді Бернар Кушнер, крім посади голови МЗС, також виконуватиме обов'язки міністра у європейських справах.
Провідник активної наступальної політики Франції на Близькому Сході, зокрема в Лівані, Чаді, Дарфурі. 17 вересня 2007 року Бернар Кушнер виступив із заявою «слід готуватися до найгіршого, тобто, до війни проти Ірану».
У лютому 2009 року вийшла книга журналіста П'єра Пеана «Le monde selon K.», назву якої можна було б перекласти як «Світ за Кушнером». Автор стверджує, що Кушнеру під прикриттям доброчинної діяльності вдалося нажитися від урядів країн Африки. У книзі автор дає Кушнеру невтішні характеристики: прислужник США і спритна людина, що використовує політичні зв'язки для отримання вигідних контрактів з бідними країнами. Звинувачення набули такого розголосу, що міністру довелося спростовувати їх у парламенті.
13 листопада 2010 разом з усім складом французького уряду був відправлений у відставку. У третій кабінет Франсуа Фійона не увійшов.

## Участь в Агентстві модернізації України
3 березня 2015 року Бернар Кушнер взяв участь у створенні Агентства модернізації України, а також був призначений куратором одного з напрямів реформ, очоливши команду, що складатиме план модернізації сфери охорони здоров'я України. Через 200 днів із дня заснування, Агентство має представити чіткий комплексний план модернізації України і уже в вересні 2015 року запропонують його Верховній Раді України та Президенту України Петрові Порошенку.

## Особисте життя
Одружений з журналісткою Кристиною Окрент, це його другий шлюб. Кушнер батько трьох дітей від першої дружини і сина від другої.

## Виноски
1. ↑  https://www.hachette.co.uk/contributor/camille-kouchner/
2. ↑  https://www.gala.fr/l_actu/news_de_stars/christine-ockrent-et-bernard-kouchner-leur-fils-alexandre-nest-pas-un-inconnu_518747
3. ↑  Агентство з модернізації України створено у Відні. Архів оригіналу за 9 березня 2015. Процитовано 27 березня 2015.
4. ↑  Франція закликає світ готуватися до війни з Іраном[недоступне посилання з червня 2019]
5. ↑  Bernard Kouchner dans la tourmente. Архів оригіналу за 7 лютого 2009. Процитовано 11 лютого 2009. [Архівовано 2009-02-07 у Wayback Machine.]
6. ↑  Агентство модернізації розпочинає процес відновлення України. Архів оригіналу за 2 квітня 2015. Процитовано 27 березня 2015.
7. ↑  Авторитетні європейські діячі заснували Агентство модернізації України. Архів оригіналу за 2 квітня 2015. Процитовано 27 березня 2015.
8. ↑  Euronews: "Відбудова України: “план Маршалла” з Відня?". Архів оригіналу за 25 березня 2015. Процитовано 27 березня 2015. [Архівовано 2015-03-25 у Wayback Machine.]